# Valerio Virga
Pour les articles homonymes, voir Virga (homonymie).
Valerio Virga, né le 29 juin 1986 à Rome, est un joueur de football italien évoluant au poste de milieu de terrain.

## Carrière
- 2004-2005 :  AS Rome
- 2005-2006 :  US Palerme
- 2005-2006 : →  Ascoli Calcio 1898
- 2006-2007 :  AS Rome
- 2007-2008 : →  US Grosseto FC
- 2008-2009 :  AS Rome
- 2009-2010 : →  Novara Calcio
- 2010-2011 :  AS Rome
- 2011-2012 : →  Virtus Lanciano
- 2012-... :  AS Rome